# Giovanni Bracco

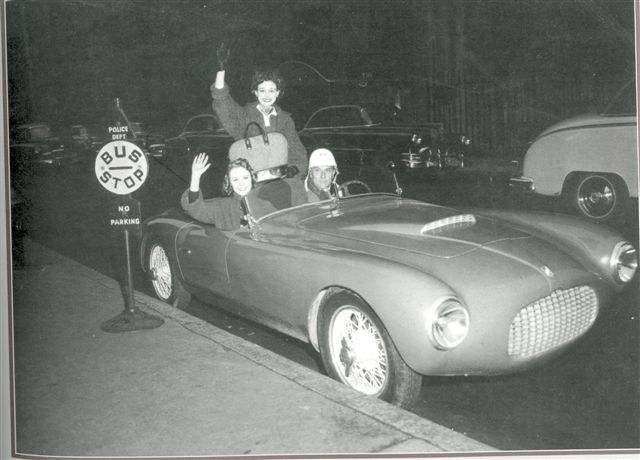
Giovanni Bracco

Giovanni Bracco (Biella, 6 juni 1908 - aldaar, 6 augustus 1968) was een Italiaans autocoureur die vooral bekend is om zijn ongeval tijdens de Grand Prix van Italië 1947, waar hij vijf toeschouwers doodde door een crash met zijn Delage.
In 1950 schreef hij zich in voor zijn thuisrace van dat jaar voor het team Ferrari, maar verscheen niet aan de start.
In 1952 won hij de Mille Miglia samen met Alfonso Rolfo, waar hij in 1951 al als tweede eindigde met zijn pupil Umberto Maglioli.